# Grandia III
Grandia III (グランディアIII, Gurandia Surī) est un jeu vidéo de rôle développé par Game Arts et publié par Square Enix sur PlayStation 2. D'abord sorti au Japon en aout 2005, le jeu sort traduit en anglais en Amérique du Nord le 14 février 2006, il est en outre le premier jeu de la série Grandia à ne pas être édité en Europe.
Le jeu est conçu par une grande partie du personnel clé des précédents titres de la série et comprend de nombreuses caractéristiques présentes dans ses prédécesseurs, y compris son système de combat basé sur l'action mêlant temps réel et tour par tour. Les musiques du jeu sont assurées par un vétéran de la série, Noriyuki Iwadare, et la chanson du thème d'ouverture « In the Sky » est interprétée par la chanteuse pop/rock japonaise Miz.
Se déroulant dans un monde de fantasy où la technologie permet à l'homme de voler avec des avions propulsés par le biais de la magie, un garçon nommé Yuki est déterminé à devenir un grand pilote comme son idole, le Capitaine Schmidt. Lorsque lui et sa mère rencontrent une fille nommée Alfina qui a la capacité de communiquer avec les gardiens spirituels du monde, ces derniers se retrouvent impliqués dans une intrigue visant à découvrir les secrets du passé du monde et font face à un gardien nommé Xorn. Le jeu reçoit un accueil généralement positif au Japon et en Amérique du Nord lors de sa sortie, avec des critiques louant son système de combat innovant.